# Letališče Tezno
Letališče Tezno je nekdanje civilno-vojaško letališče v Mariboru. Prvi pristanek letala je bil v letu 1913, letališče pa so začeli resneje uporabljati leta 1915 za vojaške potrebe Avstro-Ogrskega vojnega letalstva, leta 1937 je bilo registrirano kot mednarodno letališče, delovalo je do leta 1953. Velja za najstarejše civilno letališče v Sloveniji. Letališče je bilo postavljeno na vojaškem vadišču na Teznem.

## Zgodovina

### Prvi pristanek letala 1913
Dopoldne 28. oktobra 1913, je avstro-ogrsko vojaško letalo krožilo nad Maribor in pristalo na letališču Tezno. Bilo je izvidniško dvokrilno letalo: Lohner Pfeilflieger-Barbar I, z motorjem Austro-Daimler 120HP. Izstopila sta pilot poročnik Rzemenoivsku plemeniti Trauteneg ter njegov opazovalec poročnik Stojsavijevič.

### Avstro-Ogrska letalska stotinja 1915-1918
Avstro-Ogrska vojska je v zaledju Soške fronte zgradila več kot 20 letališč med katerimi je bilo tudi letališče Tezno. Letališče je imelo travnato stezo z gramozno podlago in objekte za varovanje letal, platnene šotore in lesene hangarje. Pripadniki letalskih enot so se nastanili na letališču konec junija 1915 in so zgradili dva hangerja tovarne Lord s serijskima številkama
1149 in 1150. V letu 1917 so zgradili še tri lesene hangarje tipa II 25x25m s seriskimi številkami 1209,1210,1211 in hangar tipa IV 20x20m s serisko številko 1414. Leta 1917 se je Flep 1 preselil v Campoformido in po odhodu Flepa 1 je prišlo letališče pod nadzor teritorialnega vojnega poveljstva Gradec.

### Eksadrilija generala Rudolfa Maistra 1918-1919
Od oktobra do novembra leta 1918 se je na železniški postaji v Mariboru nabralo veliko letalskega materiala, namenjenega bojišču. Mariborsko vojaško poveljstvo je vagone zadržalo in zastražilo. Iz Ljubljane je prispel poročnik Emil Grizold in prevzel vodstvo mariborskega letališča Tezno. Člani stotinje so bili nameščeni v letaliških hangerjih. Decembra 1918 je poročnik Mihajlo Dorčić zamenjal Grizolda in uredil 3 manjše hangerje in barake. Z železniške postaje so prepeljali letala in jih sestavili: 4 velike Brandenburge z motorji Benz in 4 letala Uci z motorji Hiero. Prvi polet je bil opravljen 4.decembra 1918 nad Mariborom. 13. marca 1919 sta z letališča poleteli na prvi bojni polet letali s Mihajlom Dorčićem in Emilom Grizoldom ter drugo z Ljudevitom Jurešem in Vinkom Arzenškom. 24. aprila je po ukazu poveljnika Dravske divizijske oblasti prevzel mariborsko letalsko enoto poročnik Stjepan Burazović. Enota je imela 81 ljudi, 6 dvosedežnih letal veliki Brandenburg za bombardiranje opremljenih z: 12,5 kg težkimi bombami, 2x 8 mm strojnicami Schwarzlose in fotografsko škatlo in 4 enosedežna okretnejša lovska letala Berg za zračne boje oborožena s 2 strojnicama 8 mm Schwarzlose in z 0,5 kg težkimi bombami. Veliko zaslugo za letalske uspehe je imel poročnik Stjepan Burazović, ki je tudi sam največkrat sodeloval v bojnih akcijah. Enota je v času delovanja opravila 212 poletov. Pri tem je naletela 650 ur letenja. Uradno ime je bilo: Aeroplanska eskadrilja Maribor. Na vseh poletih je izgubila le dve letali in ni imela smrtnih žrtev. Z ukazom poveljstva kraljevega vojnega letalstva je bila razpuščena 6.oktobra 1919. Letala in opremo ter celo hangerje so preselili v Zagreb.

### Delovanje aerokluba Naša krila 1927
Aeroklub »Naša krila« je bil ustanovljen 20. decembra 1927 pod pokroviteljstvom dr. Josipa Tominška, to je tudi začetek današnjega Letalskega centra Maribor, vendar se je vmes večkrat preimenoval. Leta 1937 je Aeroklub postal upravljavec in lastnik prej vojaškega letališča Tezno ter ga registriral kot sekundarno mednarodno civilno letališče. Leta 1941 je Josip Moravec hotel preleteti svoje privatno letalo na drugo letališče, vendar so ga na 200 metrih začeli obstreljevati z mitraljezi in letalo je strmoglavilo na tla prešteli so preko 800 zadetkov, ostanke so zaplenili Nemci, Moravec je po čudežu preživel.

### Letališče po drugi svetovni vojni 1945-51
Po drugi svetovni vojni je takratni aeroklub uporabljal letališče do leta 1951, po tem so letališče zaradi tega, ker je bilo nevarno zaprli, saj je v 50tih bilo veliko smrtnih nesreč na letališču. Aeroklub je dokončno leta 1953 zgradil novo letališče, na lokaciji Skok -kjer je še danes mednarodno letališče Maribor.
1. ↑  Beričič (1. september 2014). »Nenavadna pot Josipa Moravca«. Revija Vzajemnost. Marijan. Pridobljeno 25. maja 2024.